# In Which Sam Gets Taken for a Ride
In Which Sam Gets Taken For a Ride é o sétimo episódio da primeira temporada da série de televisão americana Private Practice, spin-off de Grey's Anatomy. Estreou na Rede ABC nos Estados Unidos em 14 de novembro de 2007.

## Sinopse
Enquanto Sam recebe uma perigosa ligação residencial, o amor (ou pelo menos o sexo) está no ar na clínica Oceanside Wellness, quando Pete e Addison decidem levar o relacionamento para o próximo nível e Violet e Cooper fazem um pacto.

## Músicas
- Good Thing  - Fine Young Cannibals
- You Have Been Loved – Sia
- A Place We Used To Know – Tim Myers
- Prelude – The Cinematic Orchestra
- You’ll Come Around – Year Of The Monkey
- Say It’s Possible – Terra Naomi

## Produção
| Jenna Bans           | Produtor              |
| Betsy Beers          | Produtor executivo    |
| Mark Gordon          | Produtor executivo    |
| Ann Kindberg         | Produtor              |
| Andrea Newman        | Produtor co-executivo |
| Marti Noxon          | Produtor executivo    |
| Michael Ostrowski    | Produtor supervisor   |
| Shonda Rhimes        | Produtor executivo    |
| Lauren Schmidt       | Co-produtor           |
| Mark Tinker          | Produtor executivo    |
| Hans van Doornewaard | Produtor associado    |
| Chris Van Dusen      | Produtor associado    |

## A série
Private Practice é um drama médico que estreou em 26 de setembro de 2007 na Rede ABC. Spin-off de Grey's Anatomy, a série narra a vida da Dra. Addison Montgomery, interpretada por Kate Walsh, quando ela deixa o Seattle Grace Hospital, a fim de participar de um consultório particular em Los Angeles. A série foi criada por Shonda Rhimes, que também serve como produtora executiva ao lado de Betsy Beers, Mark Gordon, Mark Tinker, Jon Cowan e Robert Rovner.